# Cristall líquid

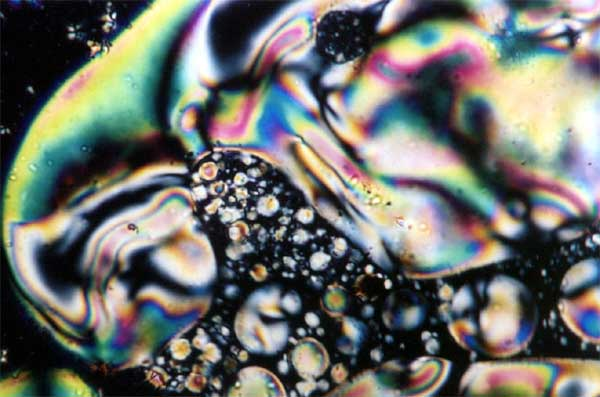
Textura d'un cristall líquid en fase nemàtica

El cristall líquid és un tipus especial d'estat d'agregació de la matèria que té propietats de les fases líquida i la sòlida. Depenent del tipus de cristall líquid, és possible, per exemple, que les molècules tinguin llibertat de moviment en un pla, però no entre plans, o que tinguin llibertat de rotació, però no de translació.

## Història
Se sol atribuir el descobriment dels cristalls líquids al botànic Friedrich Reinitzer, que el 1888 va trobar una substància que semblava tenir dos punts de fusió. Un any més tard, Otto Lehmann solucionà el problema amb la descripció d'un nou estat de la matèria mitjana entre un líquid i un cristall. Finalment, Friedel, el 1922, fou qui parlà per primera vegada de mesofase.

## Fases
La principal característica d'aquests compostos és que les seues molècules són altament anisòtropes en la seua forma: poden ser allargades, en forma de disc o d'altres de més complexes, com ara forma de pinya. A diferència dels cristalls (orientació de llarg abast i posicions ordenades de llarg abast), els CL tenen una orientació de llarg abast, però posicions ordenades de curt abast. A més, contenen intrínseques propietats físiques anisòtropes. En funció d'aquesta forma, el sistema pot passar per una o més fases intermèdies (mesofases) des de l'estat cristal·lí fins al líquid. En aquestes mesofases, el sistema presenta propietats intermèdies entre un cristall i un líquid.
Dues de les principals fases d'un cristall líquid són la fase nemàtica i l'esmèctica. En la fase nemàtica, els centres de masses de les molècules estan col·locats com en un líquid (sense ordre de llarg abast) i almenys un dels eixos principals de les molècules apunta, en terme mitjà, al llarg d'una determinada direcció (anomenada director). En la fase esmèctica, igual que en la nemàtica, tenim ordre de llarg abast orientacional i, a més, els centres de masses moleculars estan organitzats en capes al llarg d'una dimensió. L'esmèctic, per tant, presenta també ordre de llarg abast posicional en una dimensió.

### Cristalls líquids termotròpics
Els anomenats cristalls líquids termotròpics estan composts, generalment, per molècules amb formes de cilindres o discos. Segons la temperatura i tipus de molècules, els cristalls líquids termotròpics poden organitzar-se en diferents fases: nemàtiques (ordenació uniaxial de llarg abast. Té una viscositat relativament baixa, cosa que li confereix respostes ràpides a camps elèctrics externs), colestèriques: amuntegament de plànols moleculars nemàtics amb l'eix director girat en cada plànol de forma helicoidal. El pas d'aquesta hèlix depèn de la temperatura), esmèctiques (nemàtiques, però amb molècules ordenades també en capes normals a l'eix director) o columnars (generalment discòtiques, apilades les unes damunt de les altres).

### Cristalls líquids liotròpics
L'altre tipus de cristalls líquids quant a aquesta classificació és el liotròpic, el qual obté diferents col·locacions en funció del nombre de molècules que el componguin.
Els cristalls líquids liotròpics estan formats per agregats de molècules anfifíliques(molècules que tenen, en la seua estructura, regions hidròfobes i hidrofíliques) quan són col·locades en un medi polar (aigua) o apolar (solució orgànica).
Algunes d'aquestes molècules nemàtiques presenten propietats òptiques segons la seua orientació, permetent o impedint el pas de la llum o actuant sobre la seua polarització. La seua aplicació més directa és per a la fabricació de pantalles de cristall líquid.

## Cristalls líquids biològics
Les nanoestructures liotròpiques de cristall líquid (cristalls líquids biològics) són abundants en els éssers vius. Per tant, els cristalls líquids liotròpics atrauen l'atenció particular en el camp de la química biomimètica. En particular, les membranes biològiques i les membranes de les cèl·lules són una forma de cristall líquid. Les seues molècules que apareixen en forma de barra (per exemple, els fosfolípids o les lecitines) són organitzades perpendicularment en la superfície de la membrana; a més, la membrana és líquida i elàstica. Les molècules del component poden fluir fàcilment, però tendeixen a no eixir de la membrana per l'alt requeriment energètic que suposa aquest procés, i poden desplaçar-se d'un costat a un altre de la membrana amb alguna dificultat. Les molècules dels lípids poden voltejar d'un costat de la membrana a l'altre i aquest procés està catalitzat pels enzims flipases i flopases, depenent de la direcció del moviment. Aquestes fases del cristall líquid en la membrana poden rebre i introduir les proteïnes importants com si foren lliurement receptors "flotants", o per fora de la membrana.
Moltes altres estructures biològiques exhibeixen la conducta de cristall líquid. Per exemple, la solució concentrada de la proteïna que és llançada per una aranya per generar la seda de l'aranya és, de fet, una fase del cristall líquid. L'ordre precís de les molècules en la seda és crític per a donar-li la seua coneguda resistència. L'ADN i molts polipèptids conformen fases de cristall líquid.